# NGC 4572
NGC 4572 est une galaxie spirale située dans la constellation du Dragon. Sa vitesse par rapport au fond diffus cosmologique est de 2 255 ± 17 km/s, ce qui correspond à une distance de Hubble de 33,3 ± 2,3 Mpc (∼109 millions d'al). Cette galaxie a été découverte par l'astronome germano-britannique William Herschel en 1784.
Selon Vaucouleur et Harold Corwin, NGC 4572 et NGC 4589 forment une paire de galaxies.